# Стайвесант-таун — Питер-Купер-Виллидж
Ста́йвесант-та́ун — Пи́тер-Ку́пер-Ви́ллидж (англ. Stuyvesant Town—Peter Cooper Village) — крупный участок жилой застройки в районе Ист-Сайд в Даунтауне боро Манхэттен, Нью-Йорк. Район представлен двумя микрорайонами: Стайвесант-таун и Питер-Купер-Виллидж. Первый ограничен на юге 14-й, на севере — 20-й улицей; южной границей второго служит та же 20-я улица, северной — 23-я улица. Оба микрорайона лежат в пределах Первой и C-авеню. Микрорайоны находятся под юрисдикцией 6-го общественного совета Манхэттена.

## История
В конце XIX века в районе находилось множество газгольдеров. Они нередко давали утечки и даже взрывались, что вкупе с деятельностью банды Гэз-Хаус не лучшим образом сказывалось на уровне жизни. С прокладкой в 1930-х годах магистрали Франклина Рузвельта ситуация несколько улучшилась. Газгольдеры были снесены, и район стал более привлекательным, чем многие другие кварталы Нью-Йорка, пострадавшие от Великой депрессии.
По инициативе городского планировщика Роберта Мозеса и при поддержке мэра Фьорелло Ла Гуардия был разработан проект комплексной застройки района жилыми массивами. Ведущими архитекторами выступили Ирвин Клаван (англ. Irwin Clavan) и Гилмор Кларк (англ. Gilmore Clark).
До возведения новых жилых комплексов в районе располагалось 18 кварталов, несколько общественных школ, церквей, фабрик и малых предприятий, частных особняков и апартаментов. В рамках возведения микрорайонов было снесено 600 зданий, в которых проживало 3100 семей, 500 складов и фабрик, 3 церкви, 3 школы и 2 театра. 11 000 человек были вынуждены переселиться. В 1945 году газета The New York Times писала:
| [это] наиболее масштабный и значительный массовый переезд семей в истории Нью-Йорка. Оригинальный текст (англ.)the greatest and most significant mass movement of families in New York's history. |

Последние жители съехали в мае 1946 года, уже во время того, как компания Metropolitan Life Insurance вела масштабную застройку.
Возведение Питер-Купер-Виллиджа началось осенью 1945 года после сноса около 500 зданий, находившихся в районе. Этот микрорайон представлен 21 зданием этажностью от 12 до 15 этажей. На момент возведения он насчитывал 2495 квартир. Класс жилья в Питер-Купер-Виллидже был выше, чем в Стайвесант-тауне, что выражалось в большей стоимости аренды в этом районе. Первые жители в Питер-Купер-Виллидже заселились 1 августа 1947 года. Уже к 1 июня 1949 года все квартиры района были заселены.
Стайвесант-таун возводился в 1943—1947 годах, во время жилищного кризиса. Стоимость его строительства составила 112 миллионов долларов. Для более эффективного заселения микрорайона участникам Второй мировой войны были сделаны послабления в аренде жилья.
Спрос на квартиры Стайвесант-тауна был выше, нежели в соседнем Питер-Купер-Виллидже: в первый день подачи заявок на заселение было подано около 7000 заявлений. К моменту первого заселения их набралось уже порядка 100 000. Первые жители в Стайвесант-тауне заселились также 1 августа 1947 года. Ими стали семьи двух ветеранов Второй мировой войны. В том же году арендная плата выросла с 50 до 91 доллара в месяц. К заселению не допускались незарегистрированные в браке граждане, пары, состоящие в гражданском браке, и афроамериканцы. Против этого ограничения выступало около 100 общественных организаций и активистов. Однако многочисленные судебные иски к компании Metropolitan Life не принесли успеха. Ограничение было снято лишь с уходом в 1950 году с поста главы компании Фредерика Эккера (англ. Frederick H. Ecker), в своё время бывшего президентом торговой палаты штата Нью-Йорк. В октябре того же года в микрорайоне поселилось три чернокожих семьи. Сегодня заметную долю среди жителей микрорайона составляют доминиканцы, пуэрториканцы и китайцы. Нынешние цены на аренду односпальных квартир в Стайвесант-тауне начинаются от 3200—3300 долларов.
В 2006 году компания Metropolitan Life продала недвижимость микрорайонов компании Tishman Speyer по рекордной для США и по сей день стоимости в 5,4 миллиардов долларов. В 2010 году Tishman Speyer объявила дефолт по платежам, и недвижимость перешла под контроль кредиторов.

## Население
По данным на 2009 год, численность населения Стайвесант-тауна составляла 21 706 жителей, Питер-Купер-Виллиджа — 3955 жителей. Средняя плотность населения в Стайвесант-тауне составляла около 28 230 чел./км², превышая среднюю плотность населения по Нью-Йорку почти в 3 раза; средняя плотность населения в Питер-Купер-Виллидже составляла около 25 461 чел./км². В расовом соотношении в Стайвесант-тауне около 75 % составляли белые; в Питер-Купер-Виллиджа белые в указанном году составляли подавляющее большинство. Средний доход на домашнее хозяйство в Стайвесант-тауне более чем в 1,5 раза превышал средний показатель по городу: $83 201; показатель для Питер-Купер-Виллиджа составлял $99 964.
В микрорайонах проживает множество знаменитостей, среди которых — писатели Мэри Хиггинс Кларк и Фрэнк Маккорт, шахматист Уильям Ломбарди, комедиант Пол Райзер.

## Общественный транспорт
Стайвесант-таун и Питер-Купер-Виллидж обслуживаются станцией Первая авеню Нью-Йоркского метрополитена. По состоянию на сентябрь 2012 года в районе действовали автобусные маршруты M9, M14A, M14D, M15, M23 и M34A.

## Галерея
- Вид на Питер-Купер-Виллидж со стороны Стайвесант-Коув-Парка
- Питер-Купер-Виллидж в апреле
- Стайвесант-таун на пересечении Первой авеню и 14-й улицы
- Аллея в Стайвесант-тауне в августе
- Фонтан в центре Стайвесант-тауна